# Hotel Park (Prachatice)
Hotel Park v jihočeském městě Prachatice se nachází v jeho jižní části, na adrese U Stadionu 383. 
Hotel tvoří  atypický komplex budov s osmiúhelníkovým půdorysem. V době výstavby byl  obklopený zelení a volným prostorem s parkovištěm. (V současnosti je u zadní  strany komplexu velkoprodejna Lidl.) První budova vlevo od atria  je opět uspořádaná do tvaru osmiúhelníku. Nápadným prvkem stavby jsou sešikmené střechy a použitá karmínová barvu cihel/obkladů.
Hotel má kapacitu 44 pokojů, které jsou dvou- tří- a čtyřlůžkové. Disponuje největším sálem ve městě s kapacitou 500 osob. Celková plocha všech místností v tomto hotelu činí 6070 m²
V blízkosti hotelu se nachází sportovní areál Tatran, fotbalové stadiony a inline dráha. 
Hotel byl několikrát předmětem diskuzí o změně vlastníka, resp. prodeji. Této záležitosti se věnovalo i místní zastupitelstvo.

## Galerie

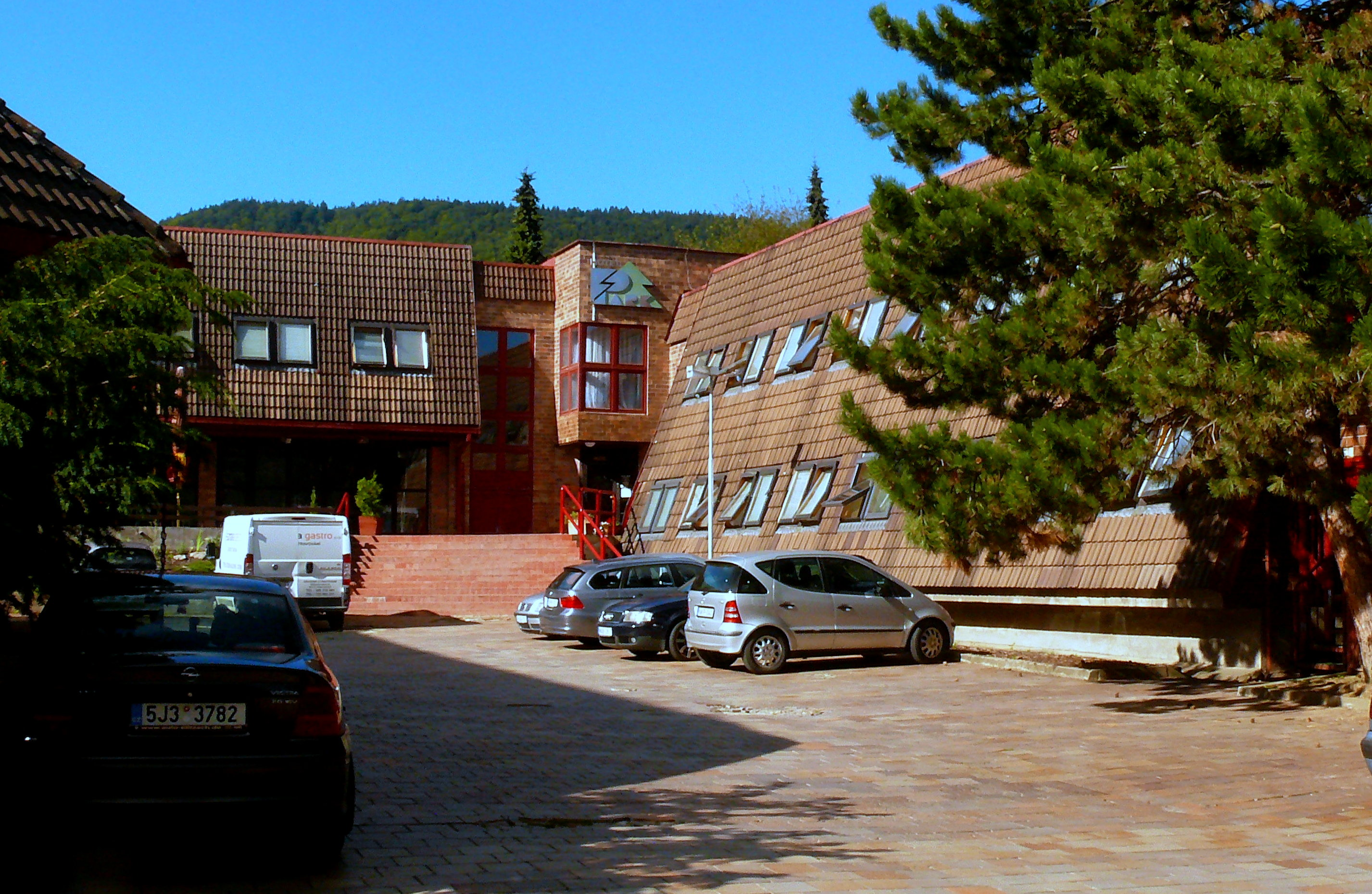
Hotel Park - jednostranně otevřené atrium
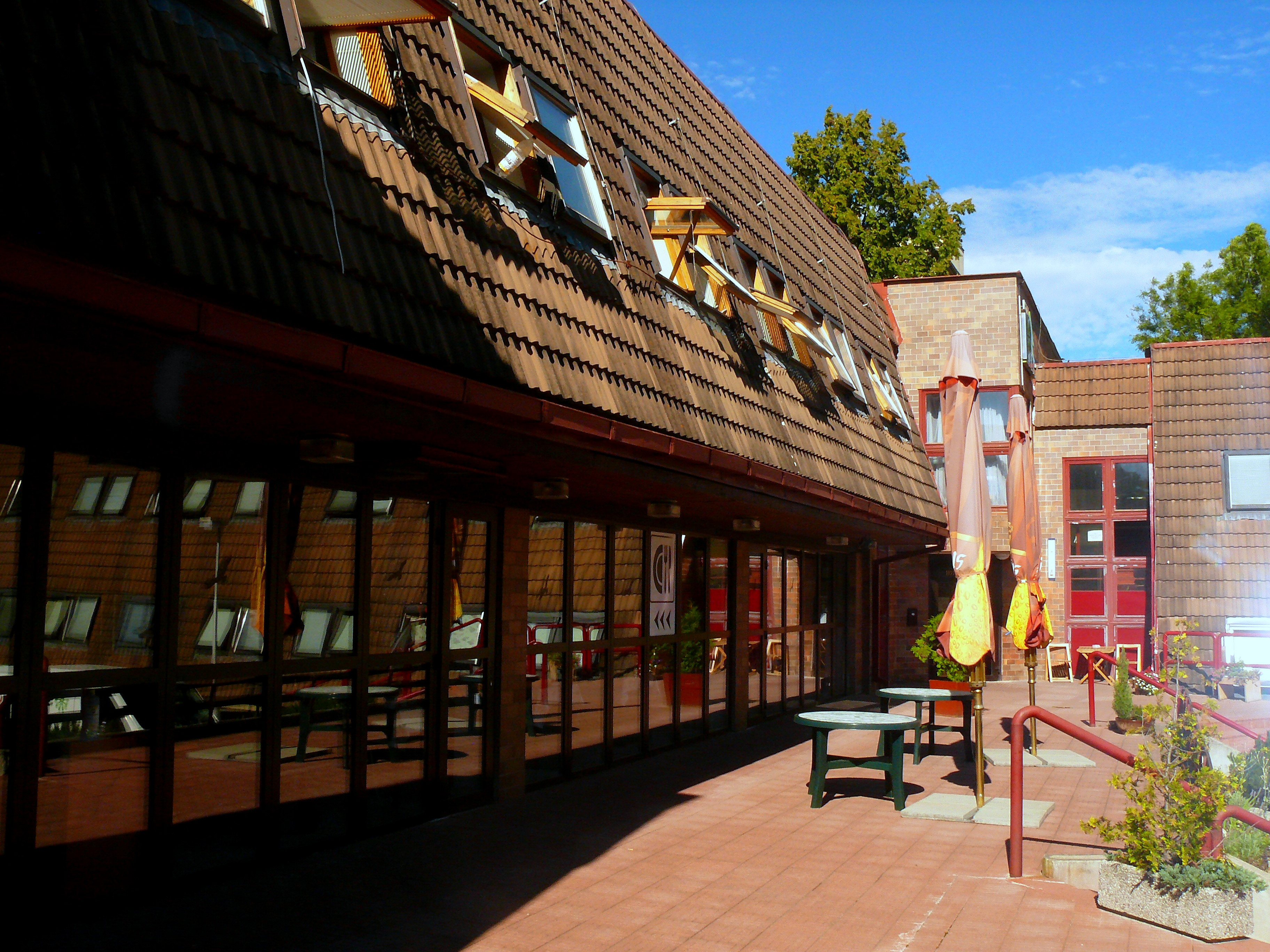
Hotel Park -restaurace v jednostranně otevřeném atriu
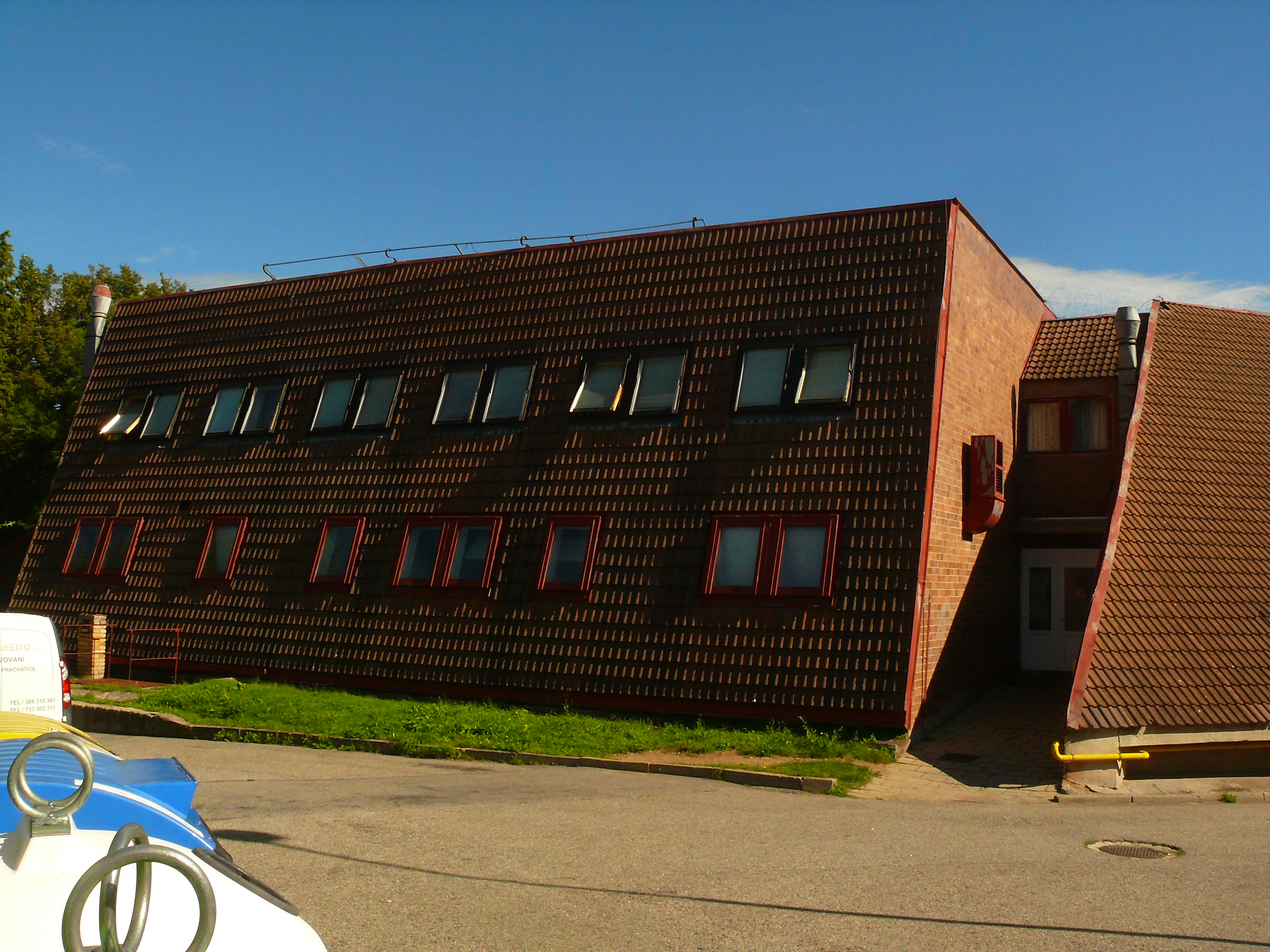
Hotel Park - boční pohled na navazující budovy komplexu
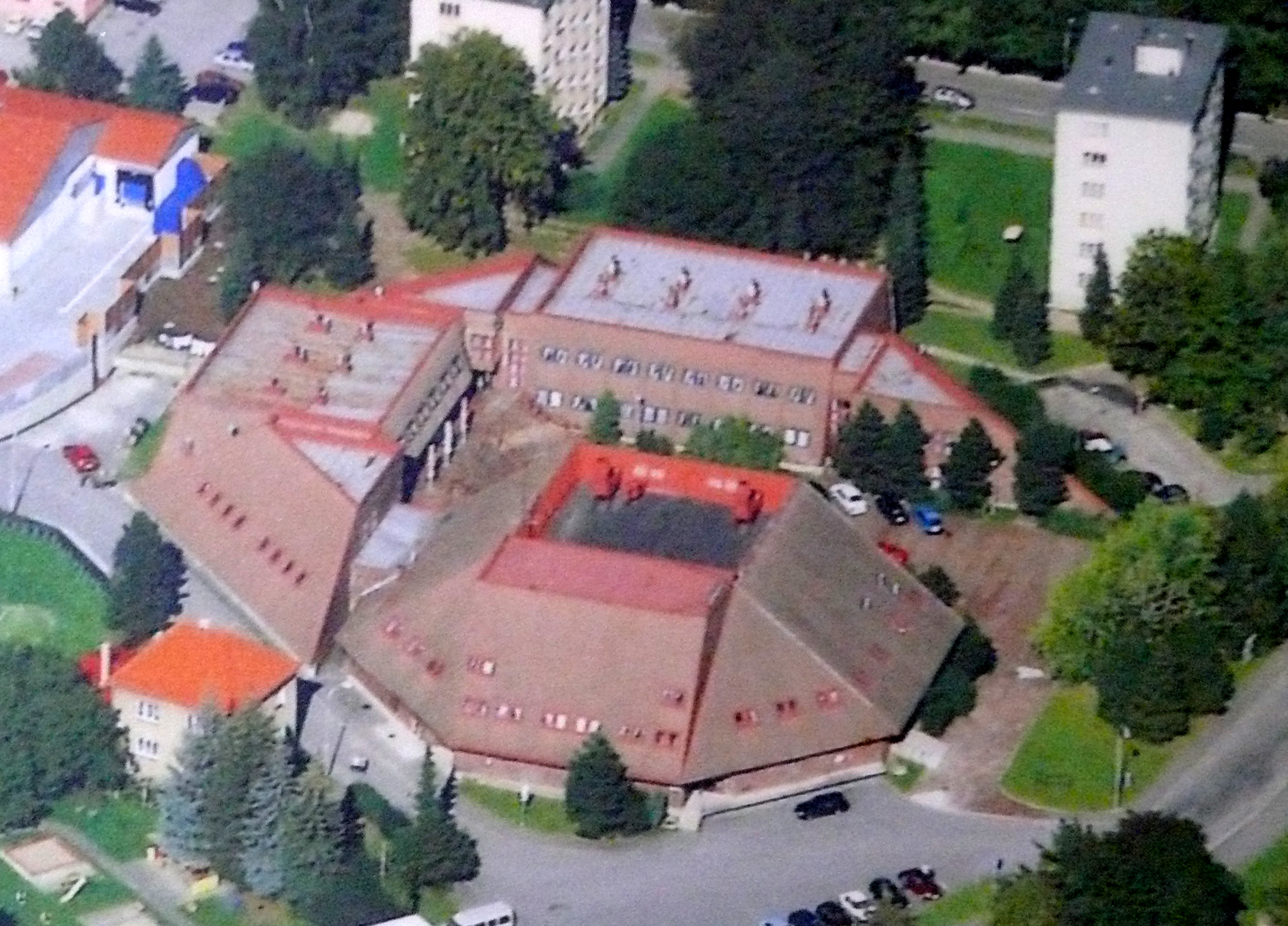
Hotel Park - celý komplex z nadhledu, dobře zobrazuje osmiboký tvar hotelu i komplexu
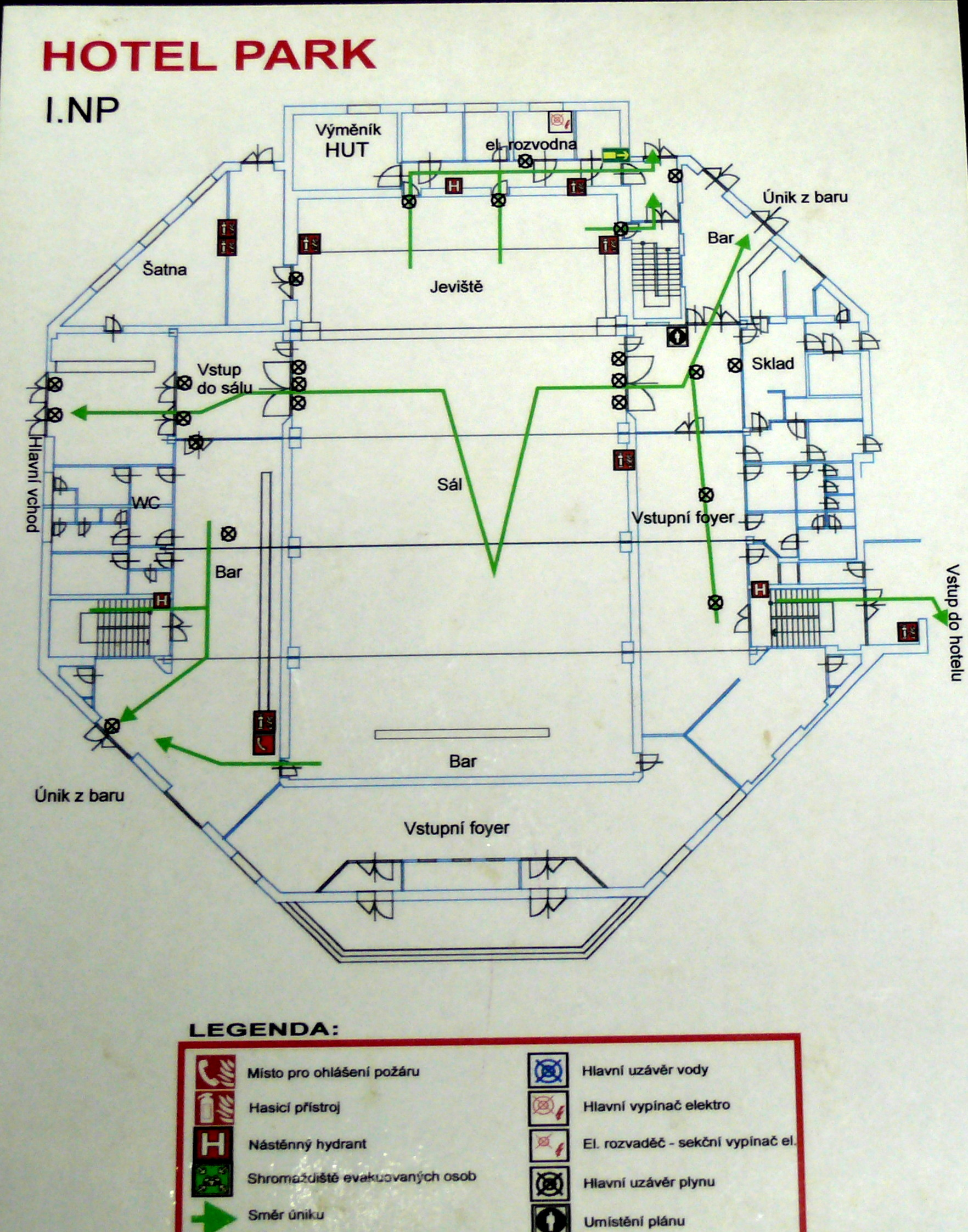
Hotel Park - požární plán 1.NP hotelu
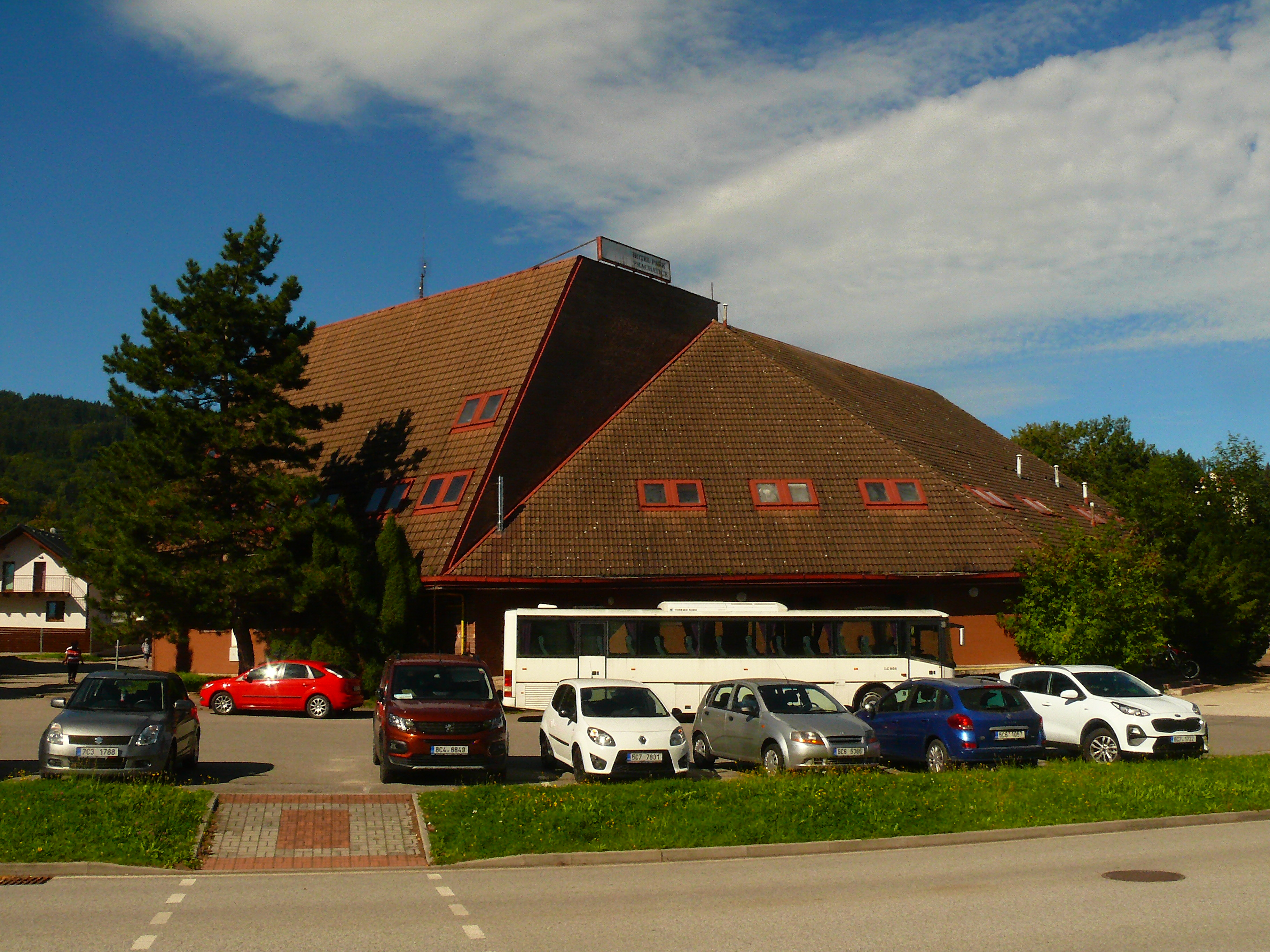
Hotel Park - pohled od Sportovního centra v Prachaticích
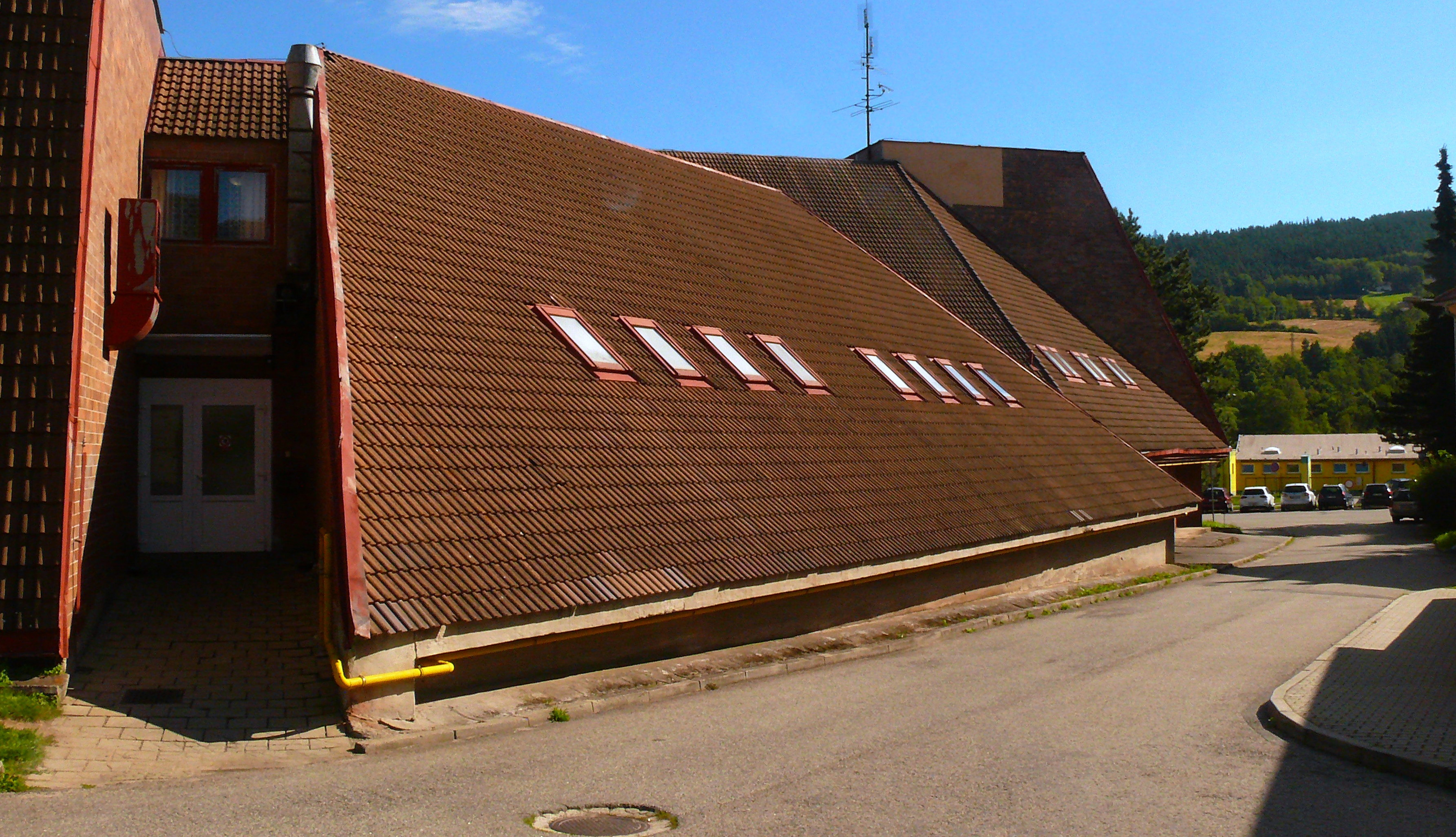
Hotel Park - boční pohled
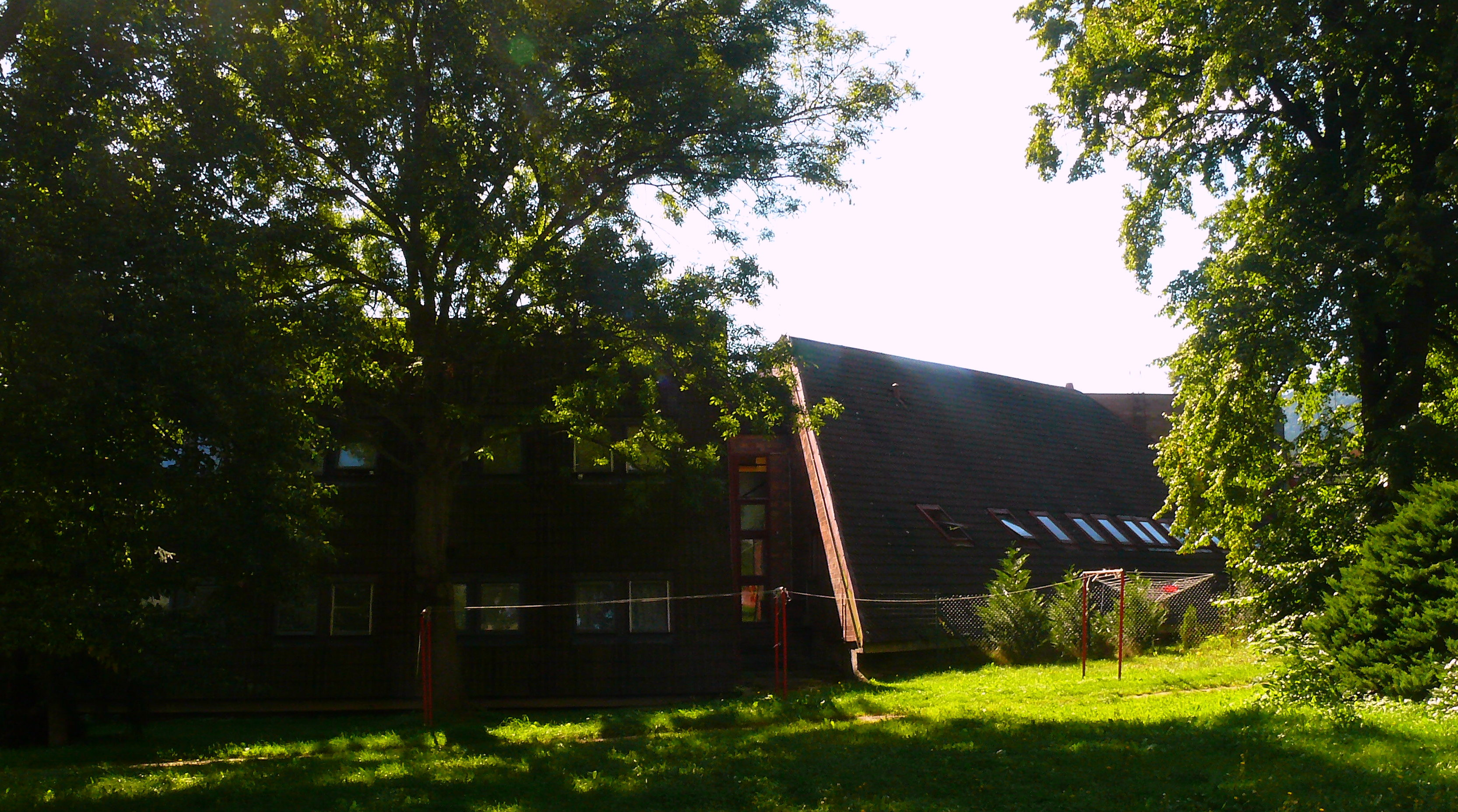
Hotel Park - boční pohled